# Immersion (réalité virtuelle)

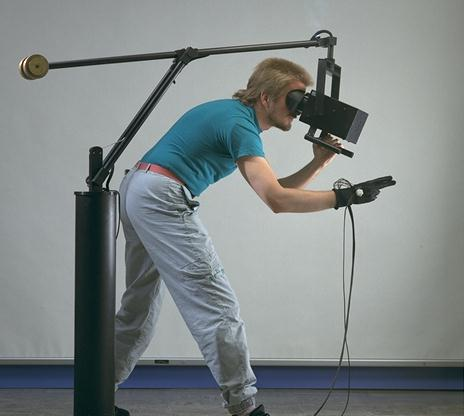
Un homme avec un casque de réalité virtuelle

Pour les articles homonymes, voir Immersion.
L'immersion ou état immersif est un état psychologique où le sujet cesse de se rendre compte de son propre état physique. Il est fréquemment accompagné d'une intense concentration, d'une notion perturbée du temps et de la réalité. Le terme est largement répandu dans le milieu de l'informatique, de la réalité virtuelle, et des jeux vidéo (comme les MMORPG), mais il est peut-être employé à tort comme mot à la mode, un "buzzword". Dans ce cas, sa signification est intentionnellement vague, mais reste appréciée pour sa connotation particulièrement captivante.
Dans le domaine de la réalité virtuelle on utilise également des systèmes immersifs afin de plonger l'utilisateur dans un environnement familier, soit à fins de distraction, soit à fins d'entraînement - pour lui inculquer des réflexes qui serviront ensuite dans un cas réel, ou encore pour reconstituer à distance un système réel sur lequel on peut ainsi opérer par télécommande. Les attractions du Futuroscope de Poitiers ou le pilotage des drones par immersion dans un cockpit virtuel, en sont des exemples. Le degré d'immersion est déterminé par la concordance des sensations avec celles auxquelles l'utilisateur est habitué et par l'adéquation des différents sens entre eux (par exemple le toucher et la vue).

## Les modèles de l’immersion

### Le modèle de Lessiter
Lessiter et collaborateurs considèrent que la présence ressentie peut être évaluée selon quatre facteurs :
- L’impression d’être dans un espace autre que l’espace réel : ce facteur repose principalement sur l’idée que l’utilisateur est transporté dans un environnement autre que le monde physique. Il repose ainsi essentiellement sur les capacités immersives et interactives du dispositif utilisé.
- L’implication ou engagement de l’utilisateur dans l’expérience : l’implication est définie par les auteurs comme un état de forte concentration durant lequel l’utilisateur passe outre aux distractions extérieures, ne fait plus attention au temps qui s’écoule et oublie l’environnement physique dans lequel il se trouve.
- Le jugement de la validité écologique : ce jugement est porté sur le réalisme et l’aspect naturel de l’environnement virtuel. Ce facteur est également influencé par la cohérence des stimuli présentés.
- Les effets négatifs induits par le système : ce sont les symptômes négatifs ressentis par l’utilisateur et provoqué par le dispositif virtuel utilisé comme les nausées, la sensation de vertige ou les maux de têtes.

### L’embodied model de Schubert
Ce modèle considère que la présence est le résultat d’une construction d’un modèle mental représentant le corps de l’utilisateur au sein de l’environnement virtuel. Il s’agit d’une représentation spatiale et fonctionnelle de l’environnement. Ainsi, l’utilisateur perçoit les fonctions relatives aux tâches classiques d’interaction : navigation, manipulation d’objet et interaction avec tout élément présent dans l’environnement virtuel. Pour que le sentiment de présence emerge, il faut que l’utilisateur supprime la perception de l’environnement réel au profit de l’environnement virtuel. Plus l’utilisateur aura le sentiment de pouvoir effectuer différentes actions par lui-même, plus le sentiment de présence sera élevé.
Les auteurs ont ainsi identifié trois facteurs constituant de la présence :
- La présence spatiale : il s’agit du sentiment d’être transporté ailleurs.
- L’implication : Il s’agit de la focalisation attentionnelle de l’utilisateur sur l’environnement virtuel et ses activités.
- Le jugement du réalisme : il s’agit du niveau de proximité entre l’expérience virtuelle et réelle.

### Le modèle de Wirth
Ce modèle se veut être un modèle complet intégrant les données des modèles Lessiter et de Schubert. Il est dédié à la présence spatiale, c’est-à-dire le fait d’être situé dans un environnement virtuel différent de l’environnement physique. Le modèle de Wirth s’articule sur deux niveaux. Le premier niveau correspond à la formation d’un modèle mental qui représente l’environnement tel qu’il est perçu par l’utilisateur. Le deuxième niveau consiste au passage du modèle mental à l’état psychologique de présence spatiale.
Le premier niveau dépend d’une part des caractéristiques du média (caractéristiques techniques, capacité d’immersion et d’interaction et d’autre part des caractéristiques de l’utilisateur (expériences préalables qui constituent selon les auteurs « le domaine spécifique d’intérêt » de l’utilisateur). L’ensemble de ces facteurs permettent la création d’un modèle mental de l’environnement spatial. Ce modèle est différent de la présence spatiale puisqu’il constitue une représentation mentale, là où la présence est une expérience.Lorsqu’un utilisateur a créé un modèle mental, un ensemble d’hypothèses doit être validé afin d’atteindre la présence spatiale. Ces hypothèses sont relatives aux caractéristiques du média (réalisme et cohérence de l’environnement) mais également aux caractéristiques de l’utilisateur qui doit se sentir impliqué dans l’environnement de par l’intérêt qu’il y portera.
L’implication de l’utilisateur favorise l’apparition du sentiment de présence car elle engendre une focalisation attentionnelle qui détourne l’utilisateur des distraction issues de l’environnement réel. Pour finir, le deuxième facteur favorisant la présence spatiale est selon les auteurs, la suspension consentie de l’incrédulité. Concept introduit par Coleridge[réf. nécessaire], il s’agit du fait d’accepter volontairement une œuvre fictionnelle comme étant la réalité et ceci malgré les éventuelles imperfections.

## Différents types d’immersion
Selon les auteurs, l’immersion peut être distinguée en plusieurs catégories.
Staffan Björk et Jussi Holopainen, dans Patterns In Game Design  divisent l'immersion en 6 catégories : sensori-motrice, cognitive, émotionnelle, spatiale, psychologique, sensorielle.
Ernest Adams, auteur et consultant en game design, ne distingue que les trois premières mais les nomme respectivement immersion tactique, immersion stratégique, immersion narrative.
Le concept d'immersion a été critiqué par plusieurs chercheurs, dont l'artiste Grégory Chatonsky.

### Immersionsensori-motrice
L’immersion tactique est expérimentée lorsque le joueur est amené à prendre des décisions rapides. Absorbé par la résolution en chaîne de problèmes courts, il n'a pas le temps d'élaborer une stratégie ou de s'interroger sur la trame narrative.

### L’immersion cognitive
L’immersion stratégique porte l'implication du joueur des opérations à plus long terme. Les joueurs d’échecs expérimentent l’immersion stratégique quand ils choisissent une solution correcte parmi une large palette de possibilités. Le joueur doit observer, calculer, planifier.

### L’immersionémotionnelle
L’immersion narrative est expérimentée par le joueur quand il s’investit dans une histoire, et est similaire à ce qui est expérimenté quand on lit un livre ou qu’on regarde un film

### Immersionspatiale(présence)
L’immersion spatiale est expérimenté par le joueur quand il a l’impression que le monde virtuel est convaincant du point de vue de ses perceptions. Le joueur a l’impression qu’il est véritablement « là-bas» et que le monde virtuel semble « réel »

### Immersionpsychologique(présence)
L’immersion psychologique est expérimentée par l’utilisateur quand il ne fait plus la différence avec la vie réelle. Pour illustrer la présence psychologique, il est commun de se référer au paradoxe du livre, à savoir un média possédant peu de facteurs identifiés comme à l’origine de l’immersion (stimulation sensorielle, restitution à la première personne et possibilités de modifier l’environnement) mais provoquant un haut niveau d’immersion.
Le facteur déterminant de cette immersion psychologique est nommé l’espace imaginaire. L’imagination explique ainsi le fait qu’un lecteur puisse ressentir un haut niveau d’immersion malgré les qualités apparentes limitées d’immersion d’un livre.

### Immersionsensorielle(présence)
C’est l’expérimentation de l’entrée dans un environnement en trois dimensions en étant stimulé physiquement par celui-ci. Le joueur expérimente une unité de temps et d’espace au fur et à mesure qu’il fusionne avec le medium pictural, ce qui affecte ses impressions et sa conscience de soi.

## La réalité virtuelle immersive
La réalité virtuelle immersive est une future technologie hypothétique qui existe aujourd'hui majoritairement en tant que projets artistiques de réalité virtuelle. Elle  consiste en une immersion au sein d’un environnement artificiel où l’utilisateur se ressent tout autant immergé que dans la réalité matérielle consensuelle.

### Stimulation directe du système nerveux
La meilleure méthode serait d’induire les sensations fabricant la réalité virtuelle directement dans le système nerveux. En fonctionnalisme/biologie conventionnelle on interagit avec la réalité matérielle consensuelle à travers le système nerveux. Ainsi nous recevons toutes les perceptions de nos sens en tant qu’impulsions nerveuses. Ceci impliquerait que l’utilisateur reçoive des perceptions en tant que impulsions nerveuses stimulés artificiellement. Le système recevrait les sorties du SNC (impulsions nerveuses naturelles) et les conduirait de façon à permettre à l’utilisateur d’interagir avec la réalité virtuelle. Les impulsions nerveuses naturelles entre le corps et le SNC auraient aussi besoin d’être prévenus.

### Besoins

#### Compréhension du système nerveux
Une compréhension complète de la correspondance entre toutes les impulsions nerveuse sensitives et les sensations et toutes les impulsions nerveuses motrices et quels muscle elles font agir est requis. Ceci permettrait à l’utilisateur de ressentir les sensations correctes et d’interagir correctement avec la réalité virtuelle, sans besoin d’apprendre à nouveau. Le Blue Brain Project est actuellement le projet de recherche le plus prometteur. Il va permettre de comprendre comment le cerveau fonctionne en construisant des modèles informatiques à très grande échelle.

#### Capacité à manipuler le SNC
Le système nerveux devra obligatoirement être manipulé. Alors que les méthodes non invasives impliquant des radiations ont été postulées, des implants cybernétiques invasifs vont probablement apparaître bien avant et devenir de plus en plus performants. La manipulation pourrait avoir lieu à n’importe quel étage du SNC – le niveau de la moelle épinière sera certainement le plus simple à manipuler étant donné que presque tous les nerfs y passent. Les Nanotechnologies permettent d’avoir le degré de précision requis et de construire l’implant à l’intérieur du corps plutôt que d’avoir à insérer un implant terminé.

#### Programme informatique et technologie pour traiter les entrées et sorties
Une puissante IA sera probablement requise pour traiter toutes les entrées du SNC, faire tourner une réalité virtuelle approchant la complexité de la réalité matérielle consensuelle, et traduire ses événements en impulsions nerveuses pour l’utilisateur.

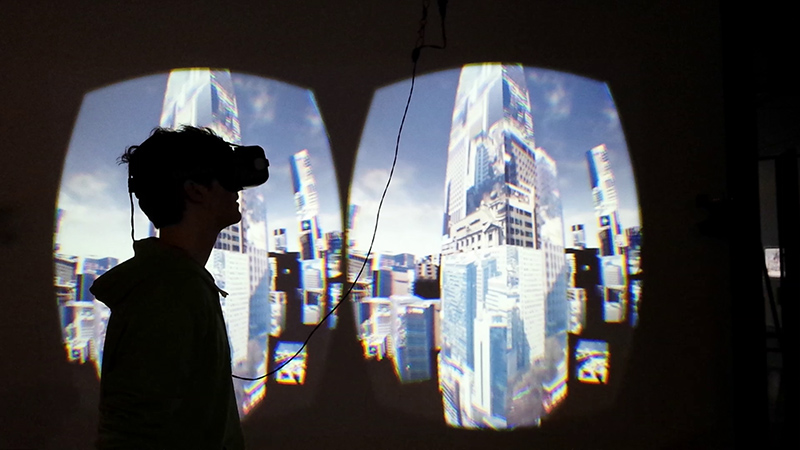
10.000 moving cities, Marc Lee Environnements virtuels immersifs installation basée sur la téléprésence

## Environnements virtuels immersifs
Un environnement virtuel immersif est une scène ou un monde artificiel interactif créé par ordinateur dans lequel l’utilisateur peut s’immerger.
L’environnement numérique immersif peut être confondu en synonyme de réalité virtuelle mais sans l’implication du fait que la « réalité » est simulée. Dans le sens où l’environnement virtuel immersif peut être une représentation de la réalité mais aussi une fantaisie totale ou une abstraction, du moment que l’utilisateur peut se sentir immergé. L’immersion ici voudrait simplement dire que l’utilisateur se sent comme appartenant à cet univers simulé. La réussite de l’immersion que procure un environnement virtuel immersif dépend de nombreux facteurs comme des graphismes 3D crédibles, du son surround, des actions utilisateurs nombreuses, la simplicité, la fonctionnalité et le potentiel à amener du plaisir. De nouvelles technologies en développement promettent d’amener des effets d’environnement réalistes à l’environnement du joueur comme le vent, les vibrations et un éclairage d’ambiance.

### Perception
Pour créer une impression d’immersion totale, les 5 sens doivent percevoir l’environnement numérique comme réel.
La technologie immersive peut tromper les sens grâce à :
Des affichages 3D panoramiques
Du son surround
Des périphériques à retour de force et à reconnaissance de mouvements
La création artificielle de goûts et d’odeurs

### Interaction
Une fois que les sens perçoivent suffisamment l’environnement numérique comme réel, l’utilisateur doit être capable d’interagir avec l’environnement de façon naturelle et intuitive. Une multitude de technologies immersives comme la reconnaissance de mouvement répondent à l’action de l’utilisateur. Des interfaces contrôles par le cerveau (BCI) répondant à l’activité neuronale ont même commencé à apparaître.

### Exemples et utilisations
Des jeux vidéo allant de l’arcade au MMORPG  et des programmes d’entraînement de vol ou de conduite. Les environnements ludiques comme les cabines simulateurs qui immergent le joueur dans un environnement numérique virtuel amélioré par le mouvement, les affichages et l’ambiance sonore.
Il existe un simulateur de la Montagne Virunga au Rwanda pour rencontrer les tribus de Gorilles, ou un autre qui fait voyager dans les artères et le cœur pour observer le dépôt de plaques et donc apprendre des choses à propos du cholestérol et de la santé.
Il existe des installations artistiques comme ceux de Knowbotic Research, Donna Cox, Rebecca Allen, Maurice Benayoun, Char Davies, StudioIMC et Jeffrey Shaw.
L’utilisation de HMD (head mounted display) pour voir des films, avec une reconnaissance des mouvements de la tête et le contrôle par ordinateur de l’image visualisée pour que l’utilisateur ait l’impression d’être dans la scène

## À voir
Cerveau dans une cuve